# Invasão Mongol no Japão

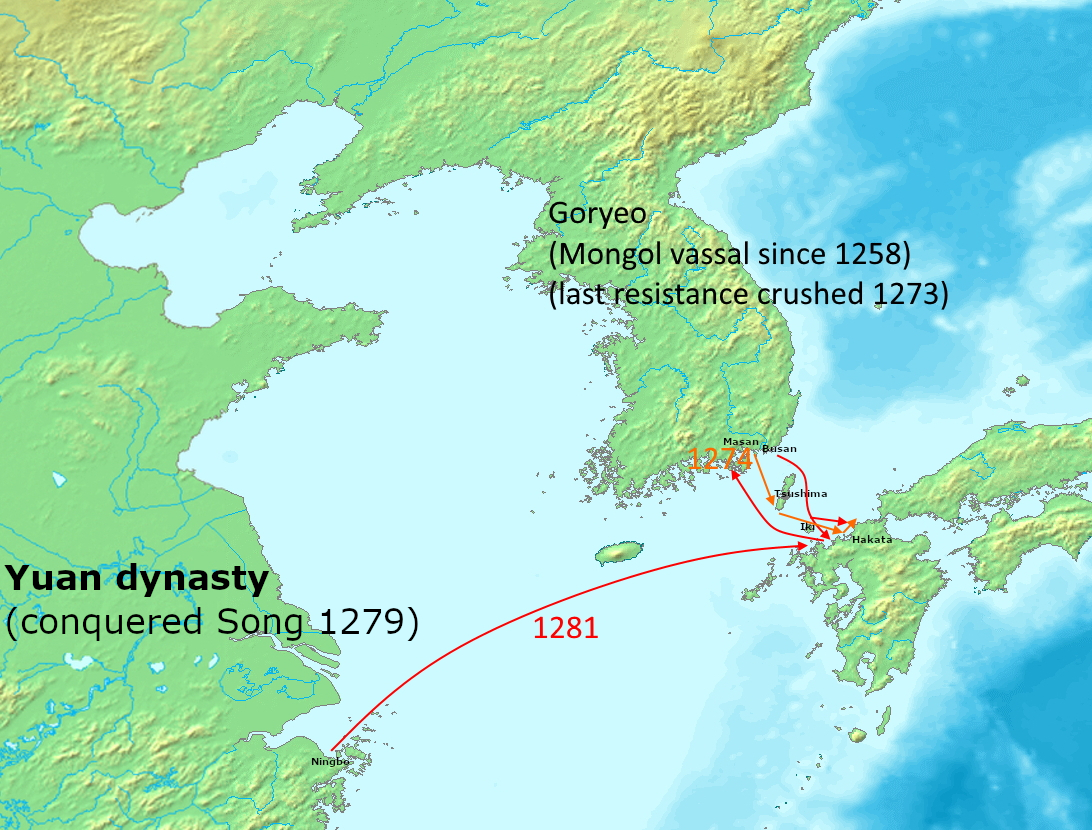
Rotas das invasões de 1274 e 1281.

As invasões dos mongóis ao Japão (em japonês: 元寇, Genkō) de 1274 e de 1281 foram operações militares empreendidas por Kublai Khan ao invadir as ilhas japonesas após ter conquistado a Coreia. Apesar de terem falhado, as tentativas de invasão são de grande importância histórica, impondo uma freada na expansão mongol e expressando um ponto chave no rumo da história do Japão como nação.
A invasão é referida em muitas obras de ficção, consolidou o termo Kamikaze ("vento divino"), e apresentou uma das primeiras evidências da utilização de explosivos em guerra fora da China.

## Primeira Invasão
Kublai Khan planejava a primeira invasão para 1268, mas o império mongol não possuía recursos suficientes, não podendo oferecer uma marinha decente. 
Finalmente, em 1274, a frota mongol lançou-se ao mar, com aproximadamente 15 000 mongóis e soldados chineses além de 8 000 guerreiros coreanos, – Coreia e China eram domínios do império mongol, dominados anos antes - em 300 embarcações grandes e 400 a 500 menores. Capturaram as ilhas de Tsushima e de Iki facilmente, e desembarcaram em 19 de novembro, na baía de Hakata, a uma distância curta de Dazaifu, a antiga capital administrativa de Kyūshū. O dia seguinte trouxe a batalha de Bun'ei (文永の役), conhecida também como a “batalha da baía de Hakata”. 

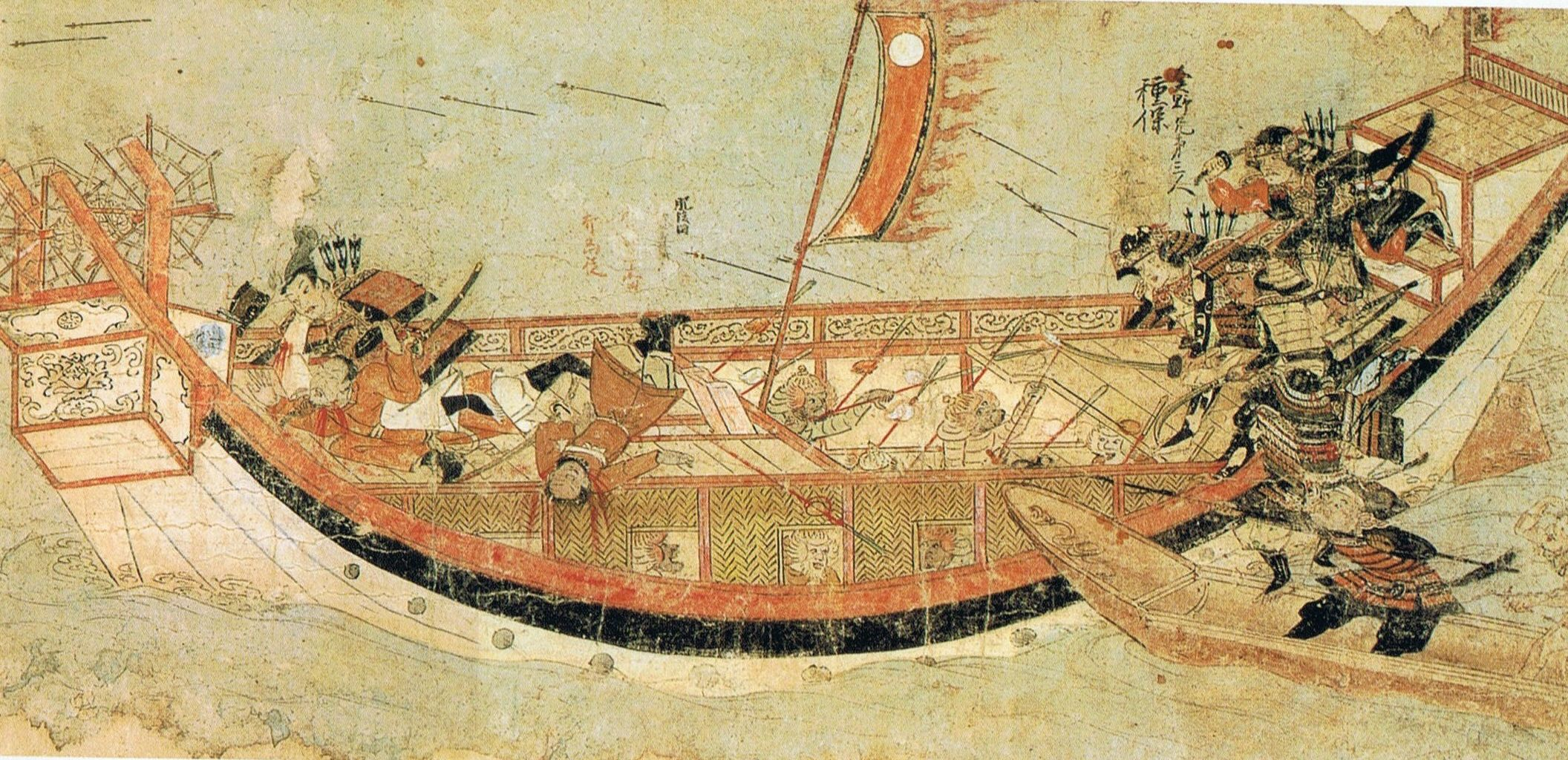
Samurai japonês abordando barco mongol em 1281. Moko Shurai Ekotoba (蒙古襲来絵詞), circa 1293.

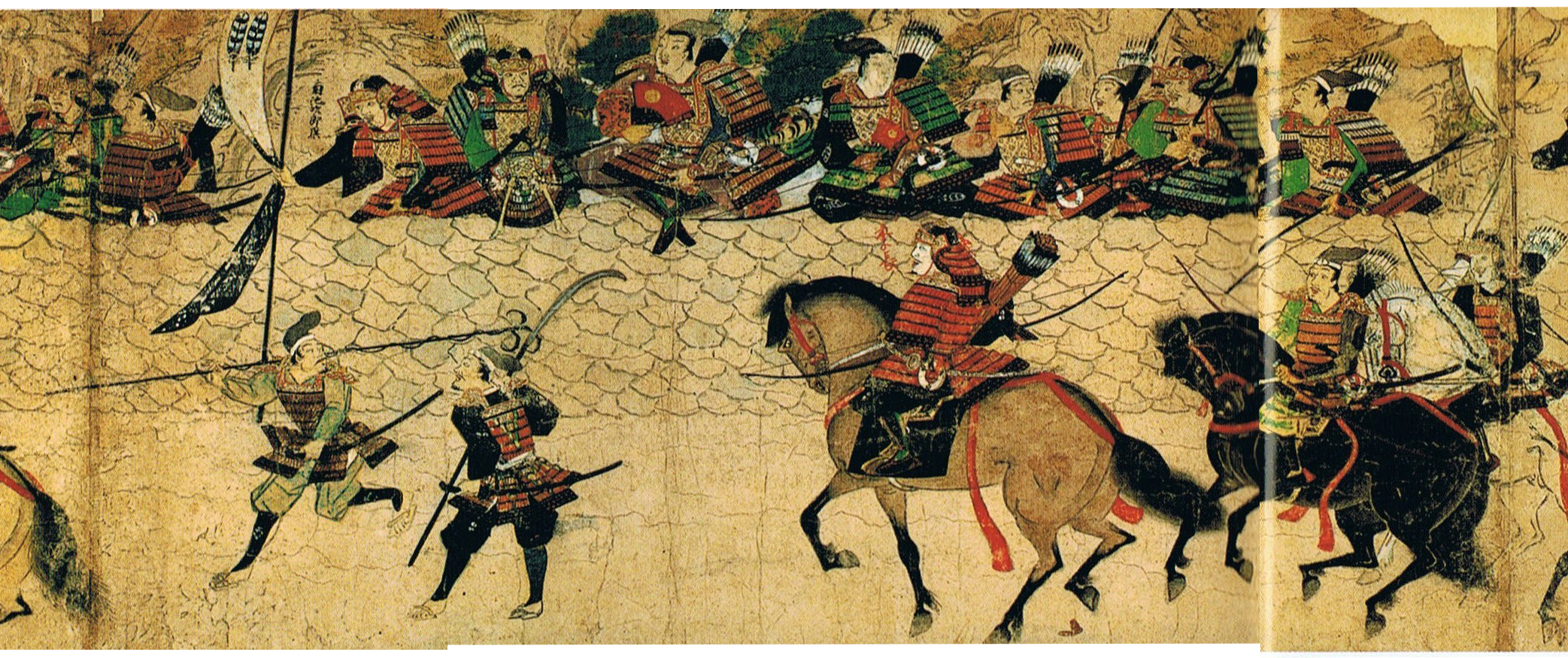
Muro defensivo em Hakata. Moko Shurai Ekotoba, (蒙古襲来絵詞) c.1293.

Os mongóis tinham armas e táticas superiores, as quais os samurais não estavam acostumados. Aliado a isto, a inexperiência japonesa em controlar uma força tão grande (toda a Kyūshū estava mobilizada), logo os mongóis fizeram um progresso inicial significativo. Entretanto, as pesadas baixas, falta das fontes, rebelião entre os auxiliares coreanos e chineses; que constituíam a maioria do exército forçaram a invasão a recuar até o litoral, onde uma forte tempestade selou o destino da invasão, destruindo muito da frota Mongol.

## Segunda Invasão
A Segunda invasão começou em 1275, porém desta vez Bakufu aumentou os esforços para se defender da segunda invasão de que estava certo vir. 
Além de melhorar a organização dos samurais Kyūshū, requisitou a construção de fortes e de outras estruturas defensivas em muitos pontos propícios para uma invasão, incluindo Hakata. Na primavera de 1281, a frota chinesa do contingente Mongol foi atrasada por dificuldades na provisão e em equipar o grande número de navios que tinham. O Flanco coreano tentou um ataque a Tsushima, entretanto, diante das pesadas baixas, recuou. No verão, uma formidável frota coreano-chinesa (uma das maiores forças reunidas para uma batalha da história) combinada fez um ataque à Iki-shima, e moveu-se para Kyūshū, aterrando em posições separadas. Em escaramuças individuais, conhecidas como a batalha de Kōan (弘安の役), a segunda batalha da baía de Hakata, as forças Mongóis foram obrigadas a recuar até seus navios. 
O exército japonês outra vez contra-atacou pesadamente, contando com a fortificada linha litoral que podia facilmente repelir os auxiliares que fossem lançados de encontro a ela. 
Então, o famoso kamikaze (神風; lit. "vento divino"), um tufão maciço, assaltou as costas de Kyūshū por dois dias em linha reta, e destruiu muito da frota Mongol. Entretanto, muitos estudiosos acreditam agora que a destruição da frota foi extremamente facilitada por dois fatores adicionais: a maioria das forças de invasão foi composta de botes fluviais chineses e navios leves e frágeis. Tais navios (ao contrário dos navios de oceano, que têm uma quilha curvada para impedir que vire na correnteza) não podem enfrentar o oceano aberto. Além disso, os navios de oceano verdadeiros na frota de Kublai tinham sido construídos pelos engenheiros chineses, que tinham introduzido deliberadamente falhas fatais em muitos dos navios.
Em 1286 Kublai Khan fez planos para um terceiro ataque, porém a falta de recursos para tal empreitada tornou tal invasão inviável, além de problemas na fronteira sul com o Vietnã. Desta forma os Mongóis desistiram de vez em tentar tomar o controle do arquipélago japonês, que ganhou notoriedade por ser, junto com o Vietnã, um dos únicos impérios do Extremo Oriente a resistir ao avanço mongol.